# Brussels Airlines
Brussels Airlines eller brussels airlines (selskabets egen skrivemåde) er et flyselskab fra Belgien, med hovedsæde og Hub på Brussels Airport i byen Zaventem. Det er det største selskab med base i landet, og flyver til over 50 destinationer i 20 europæiske lande samt 14 destinationer i Afrika og 2 til USA.
Selskabet blev oprettet efter en fusion af SN Brussels Airlines og Virgin Express i 2006. Ejeren af Virgin Express Richard Branson afgav allerede i april 2005 kontrollen af hans selskab til SN Airholding som var selskabet bag SN Brussels Airlines. 31. marts 2006 blev det annonceret at de 2 selskaber ville fusionere, og den 7. november blev det nuværende navn offentliggjort. Den første flyvning i det nye selskab fandt sted den 25. marts 2007. De gamle rødder i selskabet kommer tilbage fra det belgiske flyselskab Sabena der blev grundlagt i 1923 og erklæret konkurs i 2001.
Cirka 18 måneder efter den første flyvning meldte Lufthansa den 15. september 2008 ud at de ville overtage 45% af aktierne i selskabet, med en option på at overtage de sidste 55% i 2011. Dette var dog med den betingelse af at EU ville godkende aftalen. Den 15. juni 2009 kom så den endelige godkendelse, og det blev en realitet at selskabet fra 2011 er 100% ejet af Lufthansa og medlem af Star Alliance.
De har over 50 fly i flåden, hvor deres 4 Airbus A330-300 er de største. Disse bruges primært på ruterne til Afrika.
I Danmark flyver selskabet flere daglige afgange til Bruxelles fra Københavns Lufthavn og Billund Lufthavn alle ugens dage.